# Visitor Location Register
Visitor Location Register (VLR) – rejestr abonentów gości. VLR zawiera dokładne dane o położeniu danego terminala, czyli numer sektora, stacji bazowej – komórki, oraz tzw. LAI (Location Area identity) lub RAI (Routing Area Identity ) pozwalające na lokalizację i zestawienie połączenia.
Rejestr abonentów gości pobiera dane odnośnie do abonenta i terminala którym się posługuje z rejestru HLR w którym dany abonent jest wpisany na stałe. Zalogowanie się terminala do stacji bazowej pozostającej pod kontrolą centrali MSC z którą związany jest dany VLR owocuje wpisaniem terminala do VLRa.
Ze względu na łatwość odtworzenia danych przechowywanych w rejestrze abonentów gości, oraz ze względu na dużą zmienność przechowywanych w VLR danych rejestry VLR budowane są w oparciu o pamięci ulotne.